# Huang Xiaoxiao
Huang Xiaoxiao (em chinês: 黃瀟瀟; Qingdao, Shandong, 3 de março de 1983) é uma atleta chinesa, especialista em 400 metros com barreiras. É campeã asiática e tem tido participações regulares nas principais competições atléticas mundiais.
Em 2004 atingiu as semi-finais dos 400 m barreiras nos Jogos Olímpicos de Atenas.

## Melhores marcas pessoais
| Prova                    | Data                  | Local           | Marca |
| ------------------------ | --------------------- | --------------- | ----- |
| 400 metros               | 24 de outubro de 2003 | Changsha, China | 51.93 |
| 400 metros com barreiras | 28 de agosto de 2007  | Osaka, Japão    | 54.00 |